# Список регбийных стадионов Ирландии

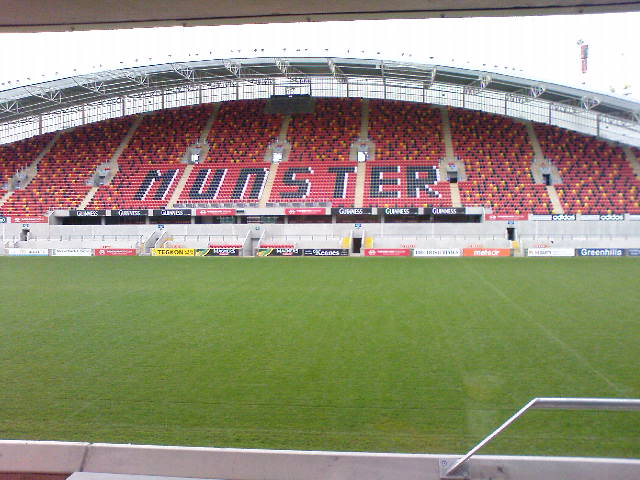
«Томонд Парк»

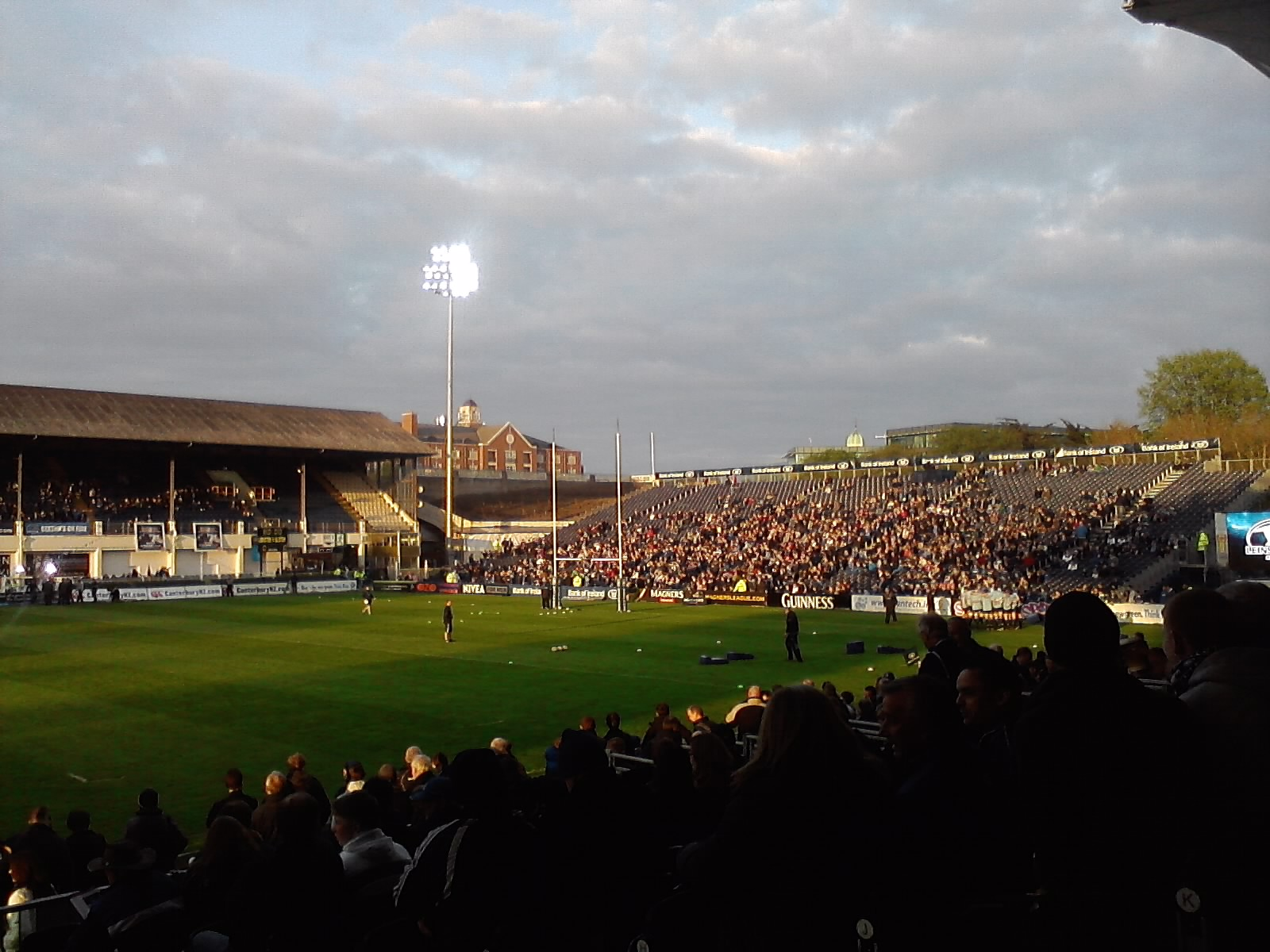
Матч Кельтской лиги на «РДС Арена»: «Ленстер Рагби» против «Ольстер Рагби»

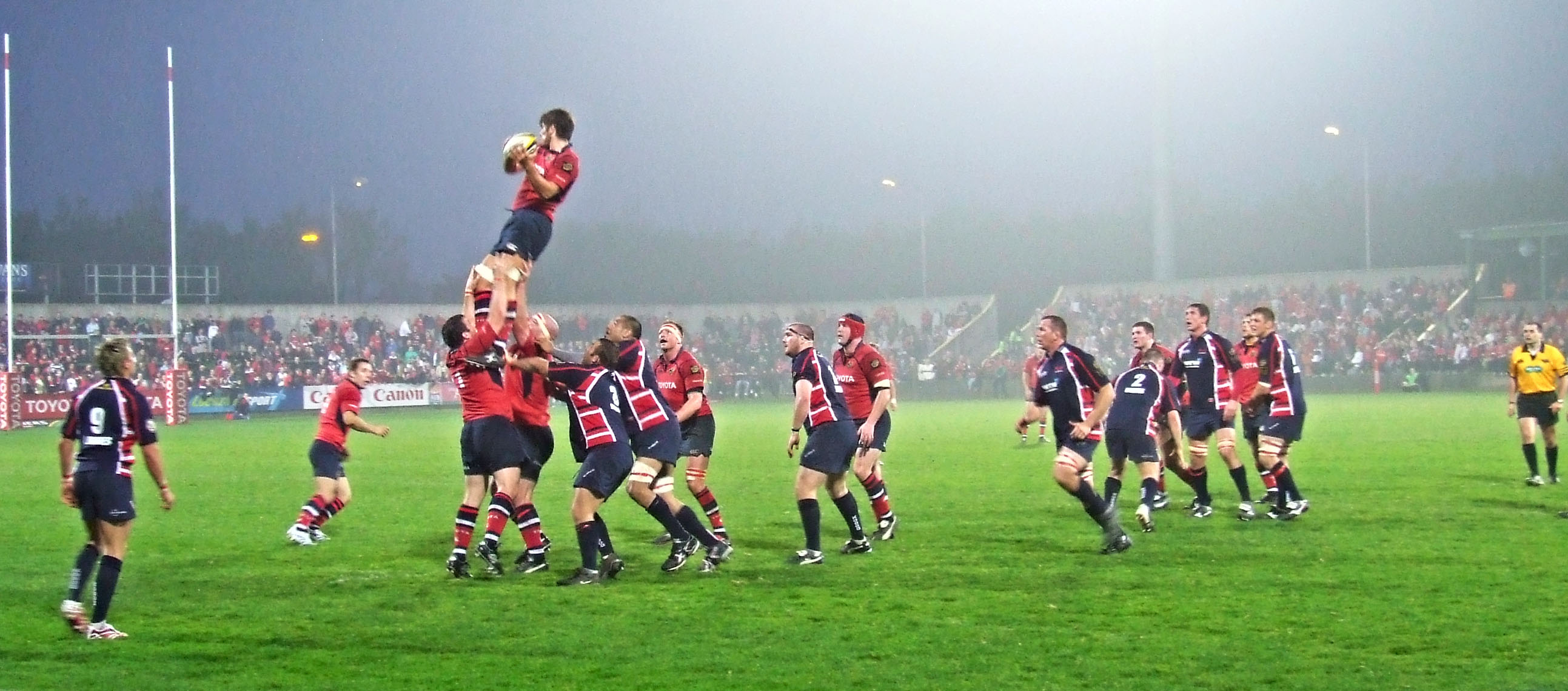
Матч по регби между «Манстер Рагби» и «Скарлетс» на «Масгрейв Парк»

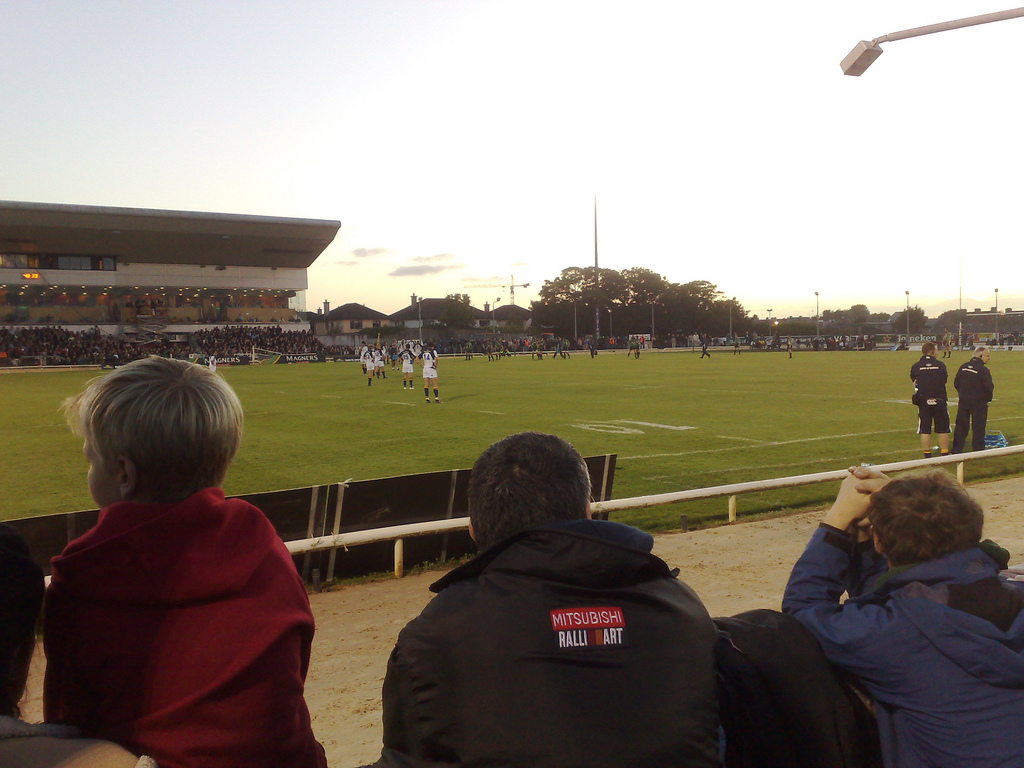
«Коннахт Рагби» против «Ленстер Рагби» на «Голуэй Спортсграундс»

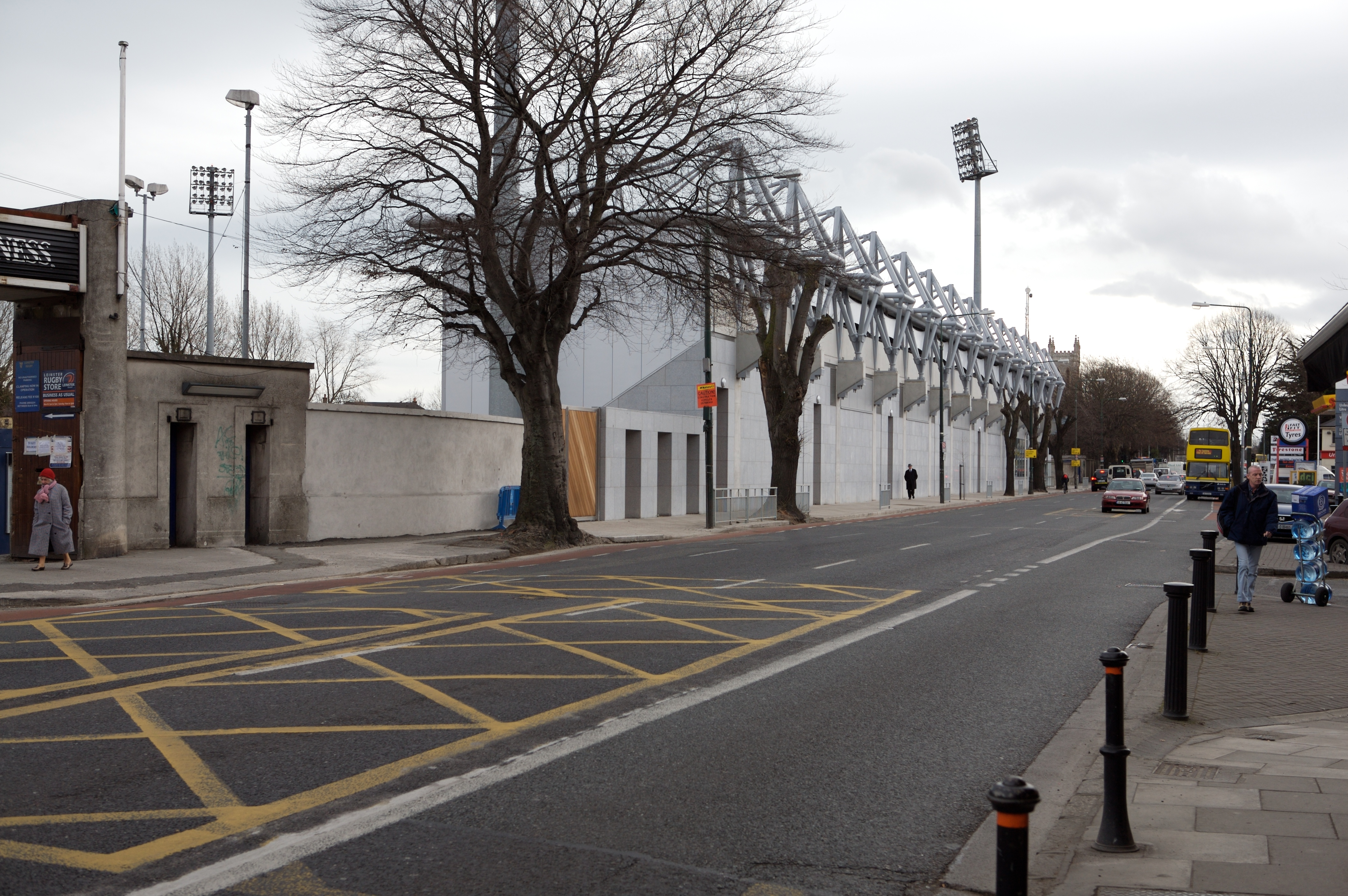
Новые трибуны «Доннибрук Стэдиум» сразу после завершения строительства в феврале 2008 года

Ниже приведён список регбийных стадионов в Республике Ирландии.

## Регбийные стадионы
| #  | Название                                                                                            | Местоположение      | Владелец/Арендатор                                                                                          | Специализация                         | Вместимость | Сидячие места | Освещение | Год открытия/Реновации      |
| -- | --------------------------------------------------------------------------------------------------- | ------------------- | --- | ------------------------------------- | ----------- | ------------- | --------- | --------------------------- |
| 1  | «Авива Стэдиум» англ. Aviva Stadium ирл. Staid Aviva                                                | Дублин              | Ирландский регбийный союз/сборная Ирландии по футболу, «Ленстер Рагби»                                      | Регби, соккер                         | 51 700      | 51 700        | Да        | 2010                        |
| 2  | «Томонд Парк» англ. Thomond Park ирл. Páirc Thuamhan                                                | Лимерик             | Ирландский регбийный союз/«Манстер Рагби»                                                                   | Регби                                 | 26 500      | 15 100        | Да        | 1940 / 1998—1999, 2006—2008 |
| 3  | «РДС Арена» англ. RDS Arena                                                                         | Болсбридж           | Королевское дублинское общество/«Ленстер Рагби»                                                             | Конный спорт, регби, соккер, рестлинг | 18 500      | 16 500        |           | 1868 / 2007—2008            |
| 4  | «Дюбарри парк» англ. Dubarry Park ирл. Staidiam                                                     | Атлон               | Ирландский регбийный союз/«Баккэнирс Рагби»                                                                 | Регби                                 | 10 000      | 850           | Да        |                             |
| 5  | «Масгрейв Парк» англ. Musgrave Park ирл. Staidiam                                                   | Корк                | Ирландский регбийный союз/«Манстер Рагби»                                                                   | Регби                                 | 9 251       | 3 450         | Да        | 1940 / 2010—2013            |
| 6  | «Голуэй Спортсграундс» англ. Galway Sportsgrounds                                                   | Голуэй              | «Голуэйское сельскохозяйственное и спортивное общество»/Ирландский совет по собачьим бегам, «Коннахт Рагби» | Собачьи бега, регби                   | 7 500       |               | Да        | 1927                        |
| 7  | «Толка Парк» англ. Tolka Park ирл. Páirc na Tulcha                                                  | Драмкондра (Дублин) | Осси Килкенни/ФК «Шелбурн», сборная Ирландии по регбилиг                                                    | Соккер, регбилиг                      | 6 000       | 6 000         | Да        | 1953                        |
| 8  | «Доннибрук Стэдиум» англ. Donnybrook Stadium                                                        | Доннибрук           | «Ленстер Рагби»/Женская и вторая мужская сборные Ирландии по регби, «Олд Уэсли», «Бектив Рейнджерс»         | Регби                                 | 6 000       | 2 500         | Да        | / 2007—2008                 |
| 9  | «Темплвилл Роад» англ. Templeville Road ирл. Staidiam                                               | Темплоуг            | «Сент-Мэри колледж Рагби»                                                                                   | Регби                                 | 4 000       |               | Да        |                             |
| 10 | «Клонтарф Крикет Клаб Граунд» /«Касл авеню» англ. Clontarf Cricket Club Ground /англ. Castle Avenue | Дублин              | «Клонтарф Крикет Клаб Граунд»/сборная Ирландии по крикету, «Клонтарф Рагби Клаб»                            | Крикет, регби                         | 3 200       | 500           | Да        | 1958                        |
| 11 | «ДУК Боул» англ. UCD Bowl                                                                           | Дублин              | Дублинский университетский колледж/регбийная и футбольная команды ДУК                                       | Регби, соккер                         | 3 000       | 1 500         | Да        | / 2007                      |